# Marija Jakowlewna Frumkina

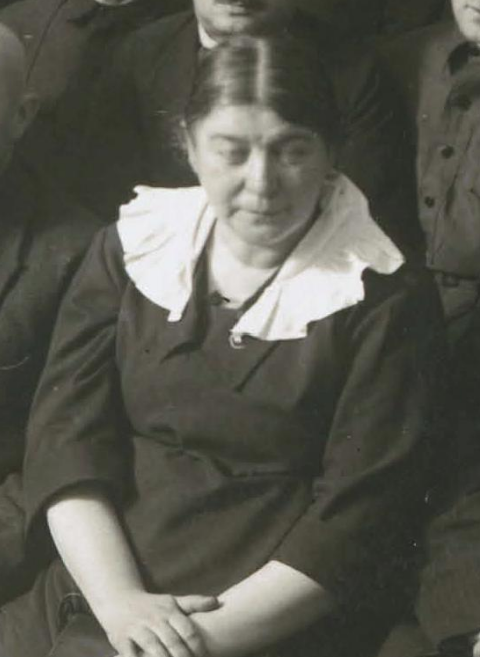
Marija Jakowlewna Frumkina (1926)

Marija Jakowlewna Frumkina, geboren Malka Jankelewna Lifschiz, 1. Ehe Marija Jakowlewna Frumkina, 2. Ehe Wichman, (russisch Мария Яковлевна Фрумкина, урожд. Малка Янкелевна Лившиц, 1. брак Мария Яковлевна Фрумкина, 2. брак Вихман; * 1880 in Minsk; † 8. Juni 1943 im Arbeitslager Karlag, Oblast Karaganda) war eine russische bzw. sowjetische Publizistin mit dem Pseudonym Ester Frumkin.

## Leben
Lifschiz stammte aus einer wohlhabenden Kaufmannsfamilie. Ihr gebildeter Vater war Melamed und schrieb jiddische Gedichte und Prosa. Ihre Mutter stammte aus der adeligen Wilnaer Familie Katzenellenbogen-Romm. Bis zum Alter von 11 Jahren erhielt Malka Lifschiz zu Hause eine traditionelle jüdische Erziehung. Sie lernte Hebräisch und begeisterte sich für neue hebräische Literatur. Abraham Mapus Historischen Roman „Zionsliebe“ kannte sie auswendig. Sie besuchte dann das Mädchengymnasium in Minsk und studierte in St. Petersburg an den Höheren Bestuschew-Kursen für Frauen. Auch hörte sie Vorlesungen an der Universität zu Berlin.
Seit 1897 war Lifschiz Mitglied des Bunds in Minsk und wurde 1910 Mitglied des Zentralkomitees. Sie heiratete und arbeitete für die Partei in weißrussischen und ukrainischen Städten und gab 1905–1907 eine Parteizeitung heraus. 1904 veröffentlichte sie ihre Übersetzung aus dem Russischen ins Jiddische von Erzählungen Wladimir Korolenkos Nach einigen Verhaftungen ging sie in die Emigration hauptsächlich in der Schweiz. Sie vertrat extrem antireligiöse und antizionistische Positionen. Sie war Jiddischistin und setzte sich für Jiddisch als Sprache der Arbeitermassen ein. Auf der Jiddisch-Konferenz 1908 im damals österreichisch-ungarischen Czernowitz trug sie über den proletarischen Jiddischismus vor. Mit anderen gründete sie jiddische Schulen.
Wegen des Beginns des Ersten Weltkriegs kehrte Frumkina 1914 nach Russland zurück, wurde verhaftet und nach Tschorny Jar bei Astrachan verbannt. Nach der Februarrevolution 1917 gehörte sie zu den Führungspersonen des linken Flügels des Bunds und war Redakteurin der Zeitung Der Weker. Sie war in Minsk Mitglied des Sowjets der Arbeiter- und Soldatendeputierten. Im Sommer 1917 wurde sie in die Minsker Stadtduma gewählt und kam in den städtischen Rat der jüdischen Gemeinde. Sie unterstützte die Gründung der ersten jüdischen sowjetischen und weißrussischen Schulen in Minsk.
Nach Oktoberrevolution und Beginn des Bürgerkriegs wurde Frumkina im Frühjahr 1919 Mitglied des Zentralen Exekutivkomitees (ZWK) der vom 27. Februar bis zum 25. August 1919 existierenden Litauisch-Weißrussischen Sozialistischen Sowjetrepublik (Litbel). Sie war 1919–1920 Mitglied des Arbeiter- und Soldatensowjets des Gouvernements Gomel und wurde im Herbst 1920 Volkskommissarin für Bildung der Weißrussischen Sozialistischen Sowjetrepublik (bis 1921, Nachfolger Wsewolod Ignatowski). Sie war Mitglied der Kommission zur Gründung der Weißrussischen Staatlichen Universität (BGU).
Frumkina gehörte 1920–1921 zu den führenden Personen des Kommunistischen Bunds (Kombund) und setzte sich 1921 in Moskau für die Bolschewisierung des Bunds ein. Nach dem Anschluss des Kombunds an die KPdSU leitete sie mit anderen die Jüdische Sektion (Jewsekzija, aufgelöst 1930) und die Redaktion der Zeitung Der Emes. Sie war Mitglied des Jüdischen Sozialkomitees (Jewobschtschestkom), mit dem das Joint Distribution Committee zu kooperieren hatte. Sie war 1922–1925 Prorektorin und 1925–1936 Rektorin der Kommunistischen Universität der nationalen Minderheiten des Westens. Darauf war sie 1936–1937 Direktorin des Moskauer Staatlichen Pädagogischen Instituts für Fremdsprachen (MGPIIJa). Sie unterstützte die Ansiedlung von Juden in Birobidschan mit der Losung „Primat Birobidschans vor der Krim“. Mit Mosche Litwakow beteiligte sie sich an der jiddischen Herausgabe der Werke Lenins in 8 Bänden. Ihre jiddische Biografie Lenins erschien in drei Auflagen 1925–1926, wobei die erste Auflage mit ihren Begegnungen mit Lenin vernichtet worden war. Sie unterstützte das jiddischsprachige Staatliche Jüdische Theater Moskau.
Während des Großen Terrors wurde Frumkina 1937 aus allen ihren Ämtern entfernt und im Januar 1938 vom NKWD verhaftet. Sie wurde im Lefortowo-Gefängnis immer wieder verhört und gefoltert. Mit ihrer Zuckerkrankheit litt sie mehr als die anderen Gefangenen, wie ihre Mitgefangene Aino Kuusinen in ihren Erinnerungen berichtete. Frumkina wurde 1940 als Mitglied einer illegalen konterrevolutionären nationalistischen Organisation zu 8 Jahren Lagerhaft verurteilt. Ihrer Meinung nach hatten ihre jüdischen Freunde Chafes und Karl Radek gegen sie ausgesagt. Sie starb 1943 im Lager in der Oblast Karaganda. 1956 wurde sie rehabilitiert.